# Тейран
Тейран (Тиберий Юлий Тейран; др.-греч. Τιβέριος Ἰούλιος Τειράνης; умер в 278/279) — царь Боспора в 275—278/279 годах.

## Биография
Тейран, младший сын боспорского царя Рескупорида V (IV), происходил из династии Тибериев Юлиев. О нём известно мало. В 275 или 276 году после смерти среднего брата Сингеса стал новым соправителем отца. Продолжил традицию, по которой исключил из тронного имени почётные эпитеты Филоцезар и Филоромеос, что было связано с зависимостью от германских племён (герулов и боранов), врагов Римской империи.
В 276 году, во время или уже после смерти Рескупорида V, Тейран выступил против готов или боранов, которым нанёс серьёзное поражение. О месте и ходе битвы ничего неизвестно: наверное, их было две — морская (возле побережья Крыма), другая — на суше.
Победам был придан сакральный характер. Об этом сообщается в надписи на постаменте памятника (найден в Керчи) «богам небесным, Зевсу и Гере Ртивникам», где победа равна спасению государства. В ней упоминаются имена и должности многих настоящих и бывших царедворцев, организованных в особую сакральную коллегию аристоплитов, посвященную Зевсу и Гере.
Считается, что с этого времени угроза со стороны варваров для Боспорского царства значительно уменьшилась. Это также было связано с преодолением кризиса в Римской империи во времена императора Аврелиана, который нанёс германцам ряд тяжелых поражений.
Имя Тейрана — ΒΑΣΙΛΕΩΣ ΤΕΙΡΑΝΟΥ — упоминается на многочисленных монетах, которые во время его правления значительно уменьшили содержание серебра и бронзы, увеличив наполнение медью. В то же время Тейран внешними успехами заложил основы нового временного возрождения Боспорского царства. Именно он в 275 году возобновил чеканку боспорской монеты.
Вероятно, Тейран был свергнут в 278 или 279 шурином (или братом) Хедосбием.